# Nagaur (Distrikt)
Der Distrikt Nagaur (Hindi नागौर जिला) ist ein Distrikt im westindischen Bundesstaat Rajasthan.
Die Fläche beträgt 17.718 km². Verwaltungssitz ist die gleichnamige Stadt Nagaur.

## Bevölkerung
Die Einwohnerzahl liegt bei 3.309.234 (2011), mit 1.698.760 Männern und 1.610.474 Frauen (das entspricht einem Geschlechterverhältnis von 950 Frauen auf 1000 Männer).
85,66 % der Bevölkerung sind Anhänger des Hinduismus, 13,74 % sind Muslime.

## Verwaltungsgliederung
Der Distrikt ist in 10 Tehsils gegliedert:
- Degana
- Didwana
- Jayal
- Khennvsar
- Ladnu
- Makrana
- Merta
- Nagaur
- Nawa
- Parbatsar

Städte mit dem Status einer Municipality sind:
- Didwana
- Kuchaman City
- Kuchera
- Ladnu
- Makrana
- Merta City
- Mundwa
- Nagaur
- Nawa
- Parbatsar